# Graafschap Vaduz
Het graafschap Vaduz was een tot de Zwabische Kreits behorend graafschap binnen het Heilige Roomse Rijk.
In 1342 ontstond er bij de deling van het graafschap Werdenberg-Sargans een afzonderlijk graafschap Vaduz voor een jongere tak van dit gravenhuis. In 1396 bevestigde koning Wenceslaus dat het graafschap Vaduz en de heerlijkheid Schellenberg rijkslenen waren. Hiermee werden ze dus erkend als rijksvrij. De tak te Vaduz stierf in 1416 uit. Ten gevolge van het huwelijk van vrijheer Wolfhart I van Brandis met Verena van Werdenberg-Heiligenberg-Blumegg, de weduwe van graaf Hartman van Werdenberg-Sargans verwief hij het graafschap Vaduz en de heerlijkheid Blumenegg.
Na het uitsterven van de vrijheren van Brandis in 1507 kwam het graafschap aan graaf Alwig van Sulz, ten gevolge van zijn huwelijk met Verena van Brandis. Hierdoor kwam Vaduz in personele unie met het vorstelijk landgraafschap Klettgau. Na de dood van Alwig II in 1572 deelden zijn zonen de bezittingen:
- Karel Lodewijk kreeg de Klettgau
- Rudolf kreeg Vaduz en Blumenegg (1616 verkocht aan de abdij Weingarten)

De graven van Sulz verkochten Vaduz in 1613 aan de graven van Hohenems.
Van de Dertigjarige Oorlog had het graafschap veel te lijden en raakte de dynastie door wanbeheer in de schulden. Een keizerlijke commissie, onder voorzitterschap van de vorst-abt van Kempten, besloot daarop de bezittingen te verkopen. In 1699 kwam de heerlijkheid Schellenberg en in 1712 het graafschap aan de vorst van Liechtenstein. Hierdoor verwierf de vorst een zetel in de Rijksdag en in de Zwabische Kreits. In 1719 werden het graafschap Vaduz en de heerlijkheid Schellenberg verenigd tot het rijksvorstendom Liechtenstein. Het nieuwe vorstendom werd dus naar de nieuwe dynastie vernoemd.

## Regenten
| regering  | naam               | geboren    | overleden  | familie                                   |
| --------- | ------------------ | ---------- | ---------- | ----------------------------------------- |
| 1342-1354 | Hartman III        |            | 27-08-1354 | Werdenberg-Sargans                        |
| 1354-1361 | Rudolf IV          |            | 27-12-1361 | broer                                     |
| 1354-1416 | Hartman IV         |            | 06-09-1416 | zoon van Hartmann III. Bisschop van Chur. |
| 1416-1456 | Wolfhart I         |            | 18-01-1456 | vrijheer van Brandis                      |
| 1456-1477 | Wolfhart II        |            | 1477       | zoon                                      |
| 1456-1489 | Sigmund I          |            | 01-12-1489 | broer                                     |
| 1456-1486 | Ulrich II          |            | 20-08-1486 | broer                                     |
| 1486-1504 | Lodewijk II        |            | 06-02-1504 | zoon                                      |
| 1504-1507 | Sigmund            |            | 18-11-1507 | broer                                     |
| 1507-1535 | Rudolf V           |            | 05-10-1535 | graaf van Sulz                            |
| 1535-1566 | Johan Lodewijk I   | circa 1500 | 1566       | zoon                                      |
| 1566-1572 | Alwig II           | 1527/30    | 04-01-1572 | zoon                                      |
| 1572-1611 | Rudolf VII         | 13-02-1559 | 05-05-1620 | zoon                                      |
| 1611-1614 | Johan              | 07-10-1590 | 13-07-1617 | zoon                                      |
| 1614-1638 | Casper Marcus      | 01-03-1573 | 1638       | graaf van Hohenems                        |
| 1638-1646 | Jacob Hannibal II  | 20-03-1595 | 10-04-1646 | zoon                                      |
| 1646-1662 | Frans Willem       | 09-01-1628 | 19-09-1662 | zoon                                      |
| 1662-1686 | Ferdinand Karel    | 29-12-1650 | 18-02-1686 | zoon                                      |
| 1662-1708 | Jacob Hannibal III | 07-03-1653 | 17-08-1730 | broer                                     |